# Kakure Rocks
Die Kakure Rocks (japanisch 隠れ岩 Kakure-iwa, norwegisch Løyndesteinane, beiderseits übersetzt Versteckte Felsen) sind zwei Felsvorsprünge an der Kronprinz-Olav-Küste am westlichen Ausläufer des Enderbylands. Sie liegen an der Ostflanke des Shinnan-Gletschers.
Vermessungen und Luftaufnahmen einer von 1957 bis 1962 dauernden japanischen Antarktisexpedition dienten ihrer Kartierung. Das Advisory Committee on Antarctic Names übertrug die japanische Benennung 1968 in einer Teilübersetzung ins Englische.